# Cellach mac Máele Coba
Cellach mac Máel Coba mac Áedo fut Ard ri Érenn conjoint de 642 à 658.

## Biographie
Cellach est le fils de l’Ard ri Érenn Máel Coba mac Áedo et le neveu du puissant Ard ri Érenn Domnall mac Áedo. Il semble qu’il ait succédé à son oncle conjointement avec son frère Conall Cóel en 643.
Toutefois cette rupture de l’alternance entre les Uí Neill du Nord et du Sud en faveur du Cenél Conaill parait avoir rencontré une forte opposition émanant du Síl nÁedo Sláine des Uí Neill du Sud. Les Annales d'Ulster indiquent en effet la même année:
« Il est incertain de savoir qui régnait après Domnall. Quelques historiographes évoquent quatre rois : Cellach et Conall Cóel mac Máel Coba mac Áedo et deux fils d’Áed Sláine mac Diarmaid mac Fergus Cerbaill mac Conall Cremthain mac Niall Noigiallach i.e Diarmaid et Blathmac ».
Par ailleurs il semble que les deux rois durent faire face également à leur propre famille. Les annalistes relèvent la bataille de Dun Cremthain gagnée par les deux frères Cellach et Conall Cóel en 650 contre Aengus mac Domnall qui était vraisemblablement leur cousin germain.
Notons enfin que les Annales d'Ulster enregistrent la mort de Cellach à Brug na Boinne a Newgrange sur la Boyne dans le comté de Meath à deux années différentes : 658 et 664 .
Le règne conjoint des frères Diarmait Ruanaid et Blathmac mac Áed Sláine fait suite à ceux de Cellach et Conall Cóel.